# 東近江警察署
東近江警察署（ひがしおうみけいさつしょ）は、滋賀県警察が管轄する警察署の一つである。

## 所在地
- 滋賀県東近江市八日市緑町26-18

## 管轄区域
- 東近江市
- 愛知郡愛荘町
- 蒲生郡日野町

## 沿革
- 1954年（昭和29年）7月：警察法改正により滋賀県警察に統合。
- 2005年（平成17年）2月11日：「八日市警察署」及び「愛知川警察署」を統合の上「東近江警察署」に名称変更となる。
- 2006年（平成18年）3月27日：日野警察署の管轄区域を統合。

## 警部交番

### 愛荘町
- 愛知川警部交番（愛知郡愛荘町愛知川78番地1）

### 日野町
- 日野警部交番（蒲生郡日野町大窪5丁目15番地）

## 交番

### 東近江市
- 八日市駅前交番（東近江市八日市浜野町1番7号）
- 玉園交番（東近江市沖野4丁目4番35号）
- 五個荘交番（東近江市宮荘町99番地1）
- 能登川駅前交番（東近江市垣見町876番地13）

## 警察官駐在所

### 東近江市
- 永源寺警察官駐在所（東近江市永源寺高野町305番地2）
- 政所警察官駐在所（東近江市政所町1727番地1）
- 市原警察官駐在所（東近江市高木町1666番地）
- 市辺警察官駐在所（東近江市市辺町2528番地）
- 平田警察官駐在所（東近江市下羽田町78番地1）
- 福堂警察官駐在所（東近江市福堂町1413番地1）
- 愛東警察官駐在所（東近江市鯰江町4番地1）
- 湖東東警察官駐在所（東近江市下里町110番地1）
- 湖東南警察官駐在所（東近江市小田苅町584番地9）
- 桜川警察官駐在所（東近江市桜川西町270番地1）
- 長峰警察官駐在所（東近江市宮川町244番地578）
- 朝日野警察官駐在所（東近江市鋳物師町726番地3）

### 愛荘町
- 秦荘東警察官駐在所（愛知郡愛荘町蚊野1266番地）
- 秦荘西警察官駐在所（愛知郡愛荘町島川1361番地11）

### 日野町
- 必佐警察官駐在所（蒲生郡日野町大字三十坪92番地）
- 南比都佐警察官駐在所（蒲生郡日野町大字清田943番地の4）
- 桜谷警察官駐在所（蒲生郡日野町大字中在寺274番地）

## 水上派出所
なし

## 検問所
なし

## 隣接区域の警察署
滋賀県
- 彦根警察署
- 近江八幡警察署
- 甲賀警察署

三重県
- いなべ警察署
- 四日市西警察署